# Edward Foljambe, 5. Earl of Liverpool

Wappen des Earl of Liverpool

Edward Peter Bertram Savile Foljambe, 5. Earl of Liverpool (* 14. November 1944) ist britischer Peer und Politiker der Conservative Party im House of Lords.
Er ist der Sohn von Peter Foljambe und Elizabeth Joan Flint. Sein Vater diente als Captain im Zweiten Weltkrieg und fiel bereits vor seiner Geburt. Er besuchte die Shrewsbury School. 1969 erbte er von seinem Großonkel Robert Foljambe, 4. Earl of Liverpool dessen Titel einschließlich des damit verbundenen Sitzes im House of Lords.
Mit dem House of Lords Act 1999 wurde der direkte erbliche Anspruch des Earls auf einem Sitz im House of Lords abgeschafft. Er wurde jedoch als einer von jenen 92 erblichen Peers gewählt, die ihren Sitz im House of Lords übergangsweise behalten durften.
Am 29. Januar 1970 heiratete er Juliana Mary Alice Noel, Tochter des Anthony Noel, 5. Earl of Gainsborough. Aus dieser Ehe hat er zwei Söhne. Das Paar wurde 1994 geschieden. Am 26. Mai 1995 heiratete er in zweiter Ehe Marie-Ange de Pierredon, Tochter von Géraud Michel de Pierredon, Comte de Pierredon.